# متحف عمان عبر الزمان (سلطنة عمان)
متحف عُمان عبر الزمان (اختصارًا OAAM)؛ بولاية منح بمحافظة الداخلية، يرصد تاريخ أرض عمان منذ حوالي 800 مليون سنة، ويسعى المتحف إلى التعريف بالحقب التاريخية المختلفة التي شهدتها سلطنة عُمان مثل جيولوجيا الأرض والسكان الأوائل، وصولا إلى عصر النهضة المباركة وما تحقق فيه من منجزات مختلفة في شتى القطاعات، إضافة إلى استشراف المستقبل بما يتوافق وتطلعات سلطنة عُمان.

## تاريخ المتحف
```
قام بوضع حجر أساس المتحف السلطان 
قابوس بن سعيد
 -طيب الله ثراه- في 14 يوليو 2015 
بولاية منح
 بمحافظة الداخلية
[
2
]
 على مساحة أرض تقدر بثلاثمائة ألف متر مربع، ومساحة بناء حوالي 66,591 متر مربع. وافتتحه رسميا جلالة السلطان 
هيثم بن طارق
 المعظم -حفظه الله ورعاه- في 13 مارس 2023م، صُمّم المتحف على شكل جبال الحجر يمثّل البيئة العُمانية بتفاصيلها الجغرافية الفريدة.
[
3
]
```

## العمارة
هدف القائمون على مشروع متحف عُمان عبر الزمان على أن يكون المبنى إبداعيًا يمثل أيقونة لعصر النهضة مبنىً ومعنىً، وأن يترجم العمارة العُمانية بأسلوب عصري، متفرّدا بتفاصيله الهندسية والإنشائية ومواد بنائه. استنبطت فكرة تصميم المشروع من شكل الجبال العُمانية وسلسلة الحجر، ويبدأ التصميم من الأرض ممتدًّا إلى الأعلى في تصميم فريد من نوعه يعكس البيئة العُمانية. أما واجهات المتحف فاستخدم فيها النحاس بهدف محاكاة التاريخ العُماني القديم في توظيف النحاس، وتم استخدام جسور فولاذية يصل طول أضخمها إلى 90 مترا، بحجم 800 طن، أي ما يعادل حجم 500سيارة متوسطة الحجم.
ويعد مبنى متحف عُمان عبر الزمان صديقًا للبيئة؛ حيث تم بناؤه بشكل منخفض من جهة الشرق حتى تشرق عليه الشمس ويحمي المساحات داخل الفضاءات من أشعتها المباشرة، ووُضعت في جهة الغرب نوافذ تساعد على إدخال الإضاءة للمتحف مع جدران مائلة تمنع أشعة الشمس المباشرة، وتخفّض الطاقة التي يحتاجها المتحف في الإنارة.

## شكل المعين
اعتمد الشكل الخارجي للمتحف على شكل المعيّن، الذي يجعل جميع الجدران مائلة بما فيها الزجاج أيضًا، وليكون المبنى قادرا على النهوض برغم الميلان والارتفاع الكبير؛ حيث يأتي استخدام جميع الأحجار على شكل معيّن مستوحى من الأحجار المنقسمة الموجودة في جبال سلطنة عُمان، وينعكس شكل المعين نفسه في العناصر المختلفة للمبنى أيضًا.
كما تم تشطيب الجدران الداخلية للمبنى مثل الواجهة الخارجية بكساء من الحجر العُماني المعروف باسم وردة الصحراء. وقد تم تصميم وتشييد مبنى متحف عُمان عبر الزمان ليحافظ على قوته ومتانته ورونقه إلى عمر يصل إلى 500 عام، وذلك بفضل العديد من التقنيات التي تستخدم ولأول مرة في سلطنة عُمان، والتي تحميه من جميع أنواع الكوارث الطبيعية.

## مبنى صديق للبيئة
وضع المبنى بشكل منخفض من جهة الشرق، فالشمس تشرق على المبنى، وبالتالي يحمي الفضاءات الداخلية من أشعة الشمس المباشرة، كما وضعت في جهة الغروب نوافذ تساعد في إدخال الإضاءة للمتحف مع جدران مائلة تمنع أشعة الشمس المباشرة، الأمر الذي ساهم بشكل كبير في تخفيض الطاقة التي يحتاجها المتحف في الإنارة. من ناحية أخرى، تم تصميم نظام مأخوذ من فكرة القلاع والمباني القديمة تحت ممر الفنون، وهو وجود الجدران التي تجعل الهواء الساخن يبرد، كما وضِعت عدد من الاشتراطات ليكون المبنى صديقا للبيئة، كاستخدامه مواد من مناطق قريبة للمشروع فالحجارة العُمانية عالية الجودة من محافظتي الظاهرة وشمال الباطنة حاضرةٌ في هذا البناء الضخم من الخارج والداخل، والتي بلغ حجمها 130 ألف متر مربع، كما استثمرت مخلفات الأحجار والقطع للاستفادة منها في الحديقة.
يتميّز المتحف بالواجهات الزجاجية التي تتراوح ارتفاعاتها من تسعة أمتار إلى ستة عشر مترا وتصل إلى خمسة وعشرين مترا، مُسهِمة في جعل الرؤية واضحة على الآفاق، ومن ضمن المواصفات التي تم مراعاتها في الزجاج هو اللون المعروف بآيرون غلاس الذي يكون واضحًا جدًا، واستخدام أربع طبقات من الزجاج حيث بلغ سمك الطبقة الواحدة ستة سنتيمتر وتصل إلى خمسة أمتار ارتفاع وعرضها اثنان ونصف مترًا. وقد أعطى الزجاج جمالية للمتحف بحيث يتيح للزائر رؤية آفاق المشروع ويبين مناظر الجبال حول المتحف ويربط المتحف بالبيئة المحيطة من خلال انكشافها عليها.
بدايةً من التشكل الجيولوجي لأرض عُمان قاعتان ثريّتان بمحتواهما ومقتنياتهما، يُبحر الزائر منذ أن يضع أولى خطواته في متحف عُمان عبر الزمان بن جغرافيا سلطنة عُمان وتاريخها متأملًا ماضيها وحاضرها ومستقبلها بشكلِ تفاعي وباستخدامِ الوسائل التقنية الحديثة، إضافة إلى المقتنيات الثرية التي يستعرضها المتحف بن جنباته.
تنقسم قاعات العرض الدائمة إلى قاعتين:
وتم تصميم مدخل هذه القاعة على شكل فضاء مفتوح، تتوسطه عدد من الأعمدة المهيبة التي تشكل فضاءً تفاعليًّا لمنظومة العرض الصوتي والمرئي فائقة الدقة تتناول الأعوام الخمسة الأولى من عمر النهضة المباركة، ولتتيح مشهدًا بانوراميًّا للقاعة، وتمثل القاعة ذروة تجربة الزائر إلى المتحف ومحوره الأساسي، وتستعرض جوانب التطور، والازدهار، والنماء في سلطنة عُمان، وما شهدته من تحول اجتماعي واقتصادي وصناعي وسياسي ملحوظ، جنبًا إلى جنب مع المحافظة على مكنونات هويتها الأصيلة وتقاليدها الثقافية العريقة. وتحتوي القاعة على وسائل متحفية رقمية تفاعلية تستعرض الخطابات السامية لحضرة صاحب الجلالة السلطان هيثم بن طارق المعظم حفظه الله ورعاه والخطابات السامية للمغفور له بإذن الله تعالى السلطان قابوس بن سعيد طيّب الله ثراه، إضافة إلى مرتكزات النهضة المباركة كالتعليم، والرعاية الصحية، والبنية الأساسية، والعلاقات الخارجية، والسياحة، والاقتصاد، وغيرها من المواضيع.

## بعض المعروضات بالمتحف

### فك"عمان ثيريوم"
يعود إلى نوع من الفيلة البدائية الضخمة التي عاشت على أرض سلطنة عُمان قبل حوالي 35 مليون سنة، عُثر على هذا العظم في محافظة ظفار.

### ثلاثيات الفصوص
عثر عليها في ولاية محوت بمحافظة الوسطى، ويعود إلى الفترة ما بين 250 مليون سنة إلى 500 مليون سنة.

### النقش على الصخور
اكتشفت في ولاية مدحا بمحافظة مسندم، ومن الواضح أن هذه النقوش شُكلت باستخدام أحجار أخرى. وتتنوع النقوش المرسومة بين أشكال بشرية وحيوانية.

### مبخرة نذرية مزينة برسوم حيوانات
يعود تاريخها إلى ما بين 100- 200م، وتستخدم في حرق اللبان عند تقديم النذور للإله. وبها شكل أسد ووعل.

### دواة الإمام مهنا بن سلطان
تعود إلى سنة 1131هـ / 1719م، وهي من صنع الصانع عامر البهلاوي من ولاية بهلاء.

### سفينة مجان
هي إعادة تصور لسفن حضارة مجان، صُنعت من حزم القصب، وطليت بمادة القار الأسود الذي اكتشفت قطع منه في موقع رأس الجنز.
وتصنع من حزمة القصب، وحبال من ألياف النخيل، وحصير منسوج، وقار، وشراع من الصوف.

## التقنيات التفاعلية الحديثة
سعى متحف عُمان عبر الزمان لإيصال فكرة كل جناح للزائر بأفضل الوسائل الحديثة، من خلال استخدام عدة تقنيات، وشاشات LCD، وLED بمساحة ما يقارب 800 متر مربع. ومن المميزات الفريدة للمتحف أنه يوفر للزوار استكشاف المحتوى باللغتين العربية والإنجليزية في آنٍ واحد من خلال استخدام سماعات الرأس التزامنية مع الأفلام وجميع النتاجات الفنية وبشكل فوري، والتي توفر الوقت والجهد للزائر. حيث يتيح المتحف للزوار الاستمتاع بما يقارب 310 مواد فيلمية ضخمة جدًا، بدءً بتقنيات الألعاب التفاعلية المخصصة للأطفال، إلى الأفلام الوثائقية، ومرورًا بالرسوم التقنية ثنائية وثلاثية الأبعاد، ووصولًًا إلى اللقطات والمشاهد المذهلة؛ من خلال توفير أكثر من 1200 جهاز لتشغيل مختلف طرق العرض لإيصال القصة بأكمل وجه للزائر. بالإضافة إلى أجهزة العرض المستخدمة، تم استخدام تقنية الواقع الافتراضي المكونة من شاشات متعددة تحتوي على كاميرات معلقة، ففي جناح المستوطنين الأوائل ضمن قاعة التاريخ يقوم الزائر بتحريك الشاشة فوق أجزاء من المتحف لرؤية المستوطنين الأوائل في رأس الحمراء، بما في ذلك نمط حياتهم، بالإضافة إلى أساليب عيشهم. كما تم استخدام تقنية الشاشة المنحنية بزاوية 360 درجة، والتي يمكن للزائر أن يستدير حول نفسه أمامها لمشاهدة فيلم عن عصر اليعاربة.

## الحديقة الخارجية
حديقة يمكن للزائر الاستمتاع بوقته فيها، وتقع في الجانب الخلفي من المتحف، وجاء تصميمها من الطبيعة العُمانية وعلى شكل مدرجات، وتوجد بها مقاعد للجلوس وممشى طويل مخصصًا لممارسة رياضة المشي، وتحوي أشجارا تتناسب مع البيئة العُمانية وذلك بالاستفادة من المختصين في حديقة النباتات العُمانية، ومن أهم الأشجار الموجودة بها شجرة اللبان وأشجار النخيل، كما تتضمن الحديقة فلجًا يمتد لمسافة كيلو متر، ويمتاز بنظام «غرّاق فلاح » المستخدم في الأفلاج العُمانية. وتحتوي الحديقة على صخرة من النوع الجيري تعود لوادي لحجيج في محافظة ظفار، ويبلغ وزنها 75 طنًّا، وبها مجموعة من الرسومات التي نُقِشت باستخدام الطَرْق على سطح الصخرة، وتحتوي على مجموعة من الرسومات للإنسان وبعض الحيوانات مثل الوعل وأشكال أقدام الإبل، وتطغى رسومات اليد وأقدام الإنسان على الرسمة، كما تضم بعض الحروف الأبجدية وأشكالًا وخطوطًا دائرية وأشكالًا للأجرام السماوية إضافة لرسم شكل الشمس. ويوجد بالمتحف مقهى رئيسي يوفر للزائر أشهى المأكولات والمشروبات التقليدية والعالمية، ويقع بعد مكتب الاستعلامات بالقرب من القاعة المتعددة الأغراض، وتبلغ مساحته 305 متر مربع. بالإضافة إلى مقهى السبلة الذي يطل على بركة الانعكاس، ويوفر مشروبات القهوة والحلويات والمأكولات الخفيفة، وتبلغ مساحته 144متر مربع، كما تتوفر بمركز المعرفة أجهزة الخدمة الذاتية لبعض المشروبات والمأكولات الخفيفة.

## أماكن في المتحف

### متجر المتحف
بالقرب من المقهى الرئيسي يقع متجر المتحف، الذي يعرض عددا من المنتجات الخاصة بالمتحف كهدايا للزوار، كما تتوفر به المنتجات العُمانية كالفخاريات والسعفيات والمنتجات الحرفية المختلفة، وتم التعاقد مع إحدى المؤسسات الصغيرة والمتوسطة لتوفير هذه المنتجات من مختلف محافظات سلطنة عُمان.

### قاعة المحاضرات
قاعة محاضرات تتسع لعدد 319 شخصا مُطلة على الحديقة الخارجية المحيطة بمبنى المتحف، ومجهزة بكافة التجهيزات الضوئية والصوتية وشبكة المعلومات، بالإضافة إلى أماكن مُخصصة للترجمة.

### قاعة متعددة الأغراض
قاعة مجهّزة بأحدث المعدّات التكنولوجية وتُستخدم لأغراض مختلفة، كاستضافة المحاضرات أو المؤتمرات أو حلقات التدريب المختلفة.
المساحة: 1200 مترًا مربعًا.
السعة الاستيعابية: 600 شخصًا.

### غرف الأمانات
يوفر المتحف خدمة مجانية بتوفير أماكن مُخصصة يمكن للزوار ترك حقائبهم وأغراضهم فيها قبل بدء جولتهم؛ حيث تتوفر الخدمة خلال ساعات العمل بالمتحف.

### معمل الابتكار
معمل مُخصص للبرامج التعليمية، سواء تلك التي ينفذها متحف عُمان عبر الزمان بشكل خاص، أو البرامج الخاصة بالمؤسسات المجتمعية التي تشترك في تحقيق المنفعة التعليمية لمختلف شرائح المجتمع، ويقع المعمل في الطابق الأرضي.
المساحة: 149 مترًا مربعًا.
السعة الاستيعابية: 62 شخصًا.

### معمل الأفكار
معمل مُخصص للأطفال ومجهز بكامل الملحقات التعليمية الحديثة والمتطورة لعقد الورش والبرامج التعليمية المخصصة للأطفال من مختلف الأعمار، ويقع المعمل في الطابق الأرضي.
المساحة: 143 مترًا مربعًا.
السعة الاستيعابية: 56 شخصًا.

## بعض الخدمات في المتحف

### مركز الإسعافات
يقدم خدمات الإسعافات الأولية للزائر في حالة تعرض أي زائر لأي إصابة أو أي ظرف طارئ لا قدر الله، وقد تم تجهيز المركز بكافة الأدوات والمعدات الطبية اللازمة، كما تتوفر بالمركز سيارة إسعاف وكادر طبي مؤهل يقدم الرعاية الطبية الأولية.

### مواقف السيارات
ويتضمن المتحف 596 موقفًا للسيارات موزعة على خمس طوابق أرضية، منها مواقف خاصة للحافلات ومواقف خاصة لذوي الإعاقة، ومواقف لسيارات الإسعاف.

## وصلات خارجية
- البوابة الإعلامية
- موقع متحف عمان عبر الزمان